# Louis II de Sancerre
Pour les articles homonymes, voir Louis II.
Louis II de Sancerre (vers 1305 - 26 août 1346), comte de Sancerre, seigneur de Meillant, de Charenton, etc., fils du comte Jean II de Sancerre et de Louise de Bommiers.

## Résumé de sa vie
Louis II devient comte à la mort de son père en 1326. 
Par une charte du mois de février 1327, il confirma les Coutumes de Lorris, pour les habitants de la ville de Sancerre, dont un droit annuel de faitage sur chaque propriétaire de maison.

## Détail de sa vie
Louis se marie le 8 juillet 1329 avec Béatrix de Pierrepont dite de Roucy,-Pierrepont (1310-1349), dame de Bommiers, de Condé, de  Montfaucon-en-Berry, de Mirebeau, et de Villebéon, fille de Jean V de Roucy (1285-1346), comte de Roucy et de Braine, seigneur de Pierrepont et de Rochefort, et de Marguerite de Beaumez (1290-1368), dame de Bommiers, de Châteaumeillant, Blaison et Mirebeau,,. 
En 1333, Jean de Mondreville (Jean de Mondrainville, écuyer, seigneur de Couville et du fief de Montgautier, épousa Thomine de Montchauvet??),  procureur du comte Louis, réalise une vente de rente à Geoffroi de Beaumont, seigneur du Lude, conseiller et chambellan du roi,. 
Le 31 mars 1334, un accord est signé entre Louis, comte de Sancerre, et Louis de Sancerre, seigneur de Sagonne et de Charpigny, sur la succession de Thibaud de Sancerre, évêque de Tournai.
Louis et Béatrix eurent 7 enfants :
- Jean III de Sancerre (1334-1402), comte de Sancerre, etc.
- Louis de Sancerre (1342-1402), maréchal puis connétable de France.
- Robert de Sancerre, mort entre 1371 et 1389, seigneur de Menetou.
- Thibaud de Sancerre, mort en 1402.
- Étienne de Sancerre (mort en 1390 en Tunisie), seigneur de Vailly-sur-Sauldre.

- Marguerite, décédée à l'âge de 8 ou 9 ans[15], enterrée en l'église paroissiale Notre-Dame de Sancerre.

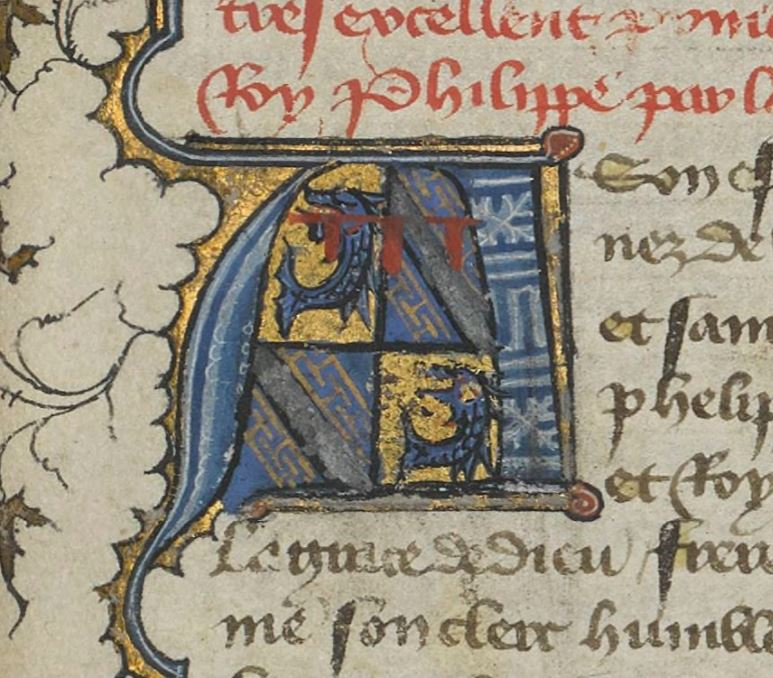
Armes de Champagne au Dauphin d'azur

- Armes de Champagne au Dauphin d'azurIsabeau de Sancerre, dame de Bommiers et de Vouzon (vers 1342-1373/1375), mariée en premières noces à Pierre de Graçay, seigneur de La Ferté-Nabert, Vouzon, Cléry, Lisle, puis en secondes noces, Guichard Ier Dauphin, seigneur de Jaligny, Treteau et la Ferté-Chauderon, tué à la bataille d'Azincourt. Ils eurent pour fils Guichard II Dauphin, tué comme son père à Azincourt. Avant de mourir, son oncle, le Connétable Louis de Sancerre exigea que ce dernier lui jurât d'écarteler les armes de Champagne avec les siennes, et d'unir les célèbres cuttices d'or au Dauphin d'azur.

(à ne pas confondre avec une cousine éloignée, Isabeau de Sancerre de Menetou-Salon et La Bussière, qui serait + entre 1389 et le 02/03/1396, ép. 1) Jean de Sury,. ép. 2) Arnould de Bonnay : père de Robert et Philippe).
En l'été 1346, il aurait été à Harfleur et à Caen sous les ordres du connétable de France, Raoul II de Brienne, comte d'Eu et de Guînes. 
Louis II et son beau-père, Jean de Roucy, sont tués le 26 août 1346 au cours de la bataille de Crécy. Louis avait de sa retenue quatre chevaliers. 

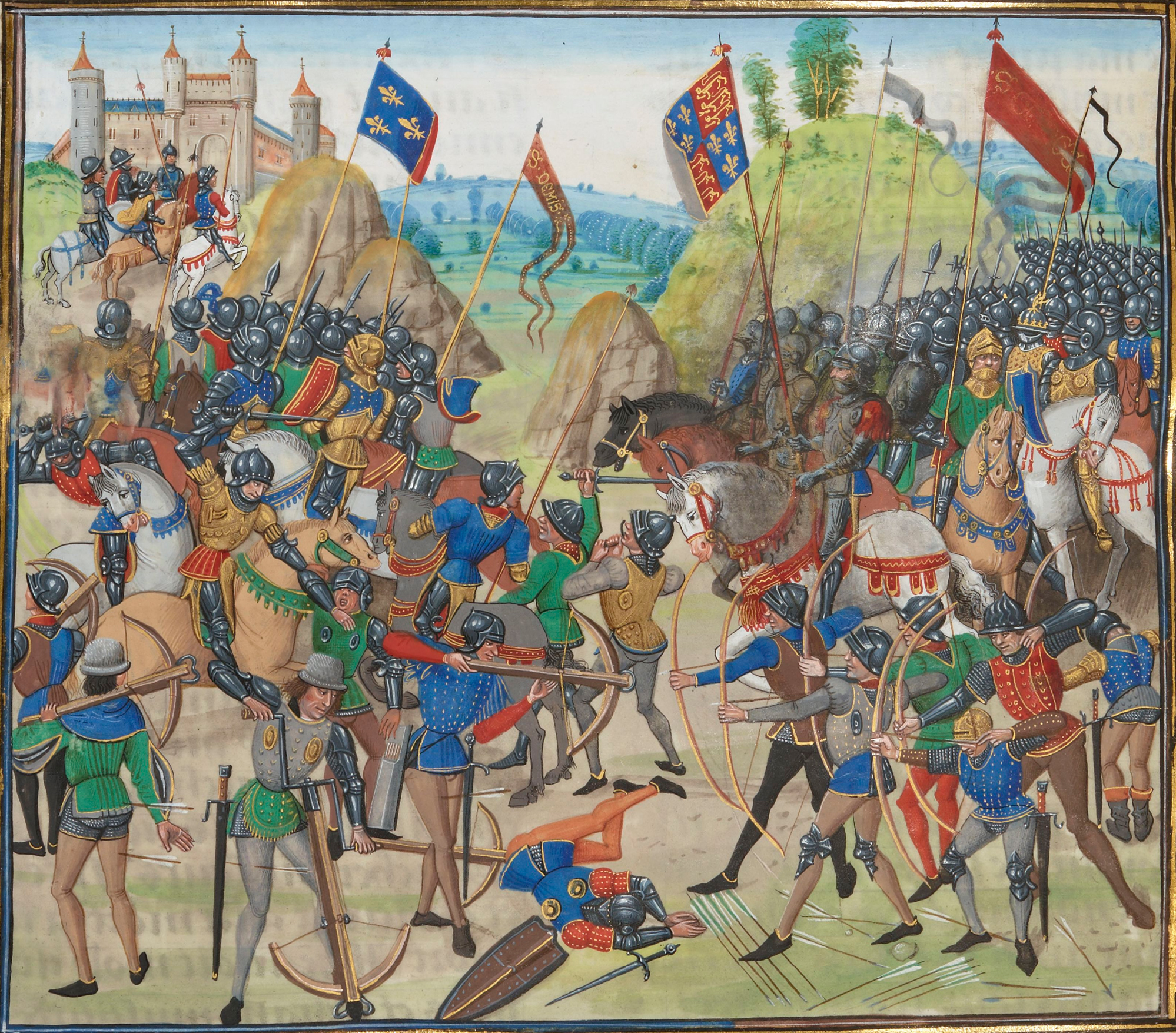
Bataille de Crécy

 Louis aurait été parmi les capitaines français à être rentrés dans les lignes de la première division anglaise, commandée par le jeune prince de Galles, soutenue par la seconde division. Son corps ayant été relevé par ordre du roi Édouard, il aurait été inhumé au monastère de Maintenay près Crécy. 
En 1348, sa veuve, Béatrix de Roucy, comtesse de Sancerre, reconnut à Loys de La Porte, seigneur de Pesselières, le droit coutumier, réservé aux Maréchaux du Comté de Sancerre, de prendre son char et le limonier (premier cheval de trait) tout garni et tout le vaissellement, tant de manger que de boire.